# Flynonstop
Flynonstop var ett norskt flygbolag som flög mellan 2012 och 2013. Det enda flygplanet i hela flottan var en Embraer 190, och knappt ett år efter att flygbolaget grundades, avvecklades det.